# Normwert

Die Verteilung der Intelligenz in einer Bevölkerung und in einer Altersklasse (etwa 30- bis 35-Jährige) wird durch den Intelligenzquotienten ausgedrückt. Die Standardabweichungen sind hierbei SD=15.

Der Begriff Normwert ist ein zentrales Konzept in der Psychologie und Medizin und dient dazu, individuelle Merkmale oder Eigenschaften einer Person im Vergleich zu einer größeren Population einzuordnen. Der Normwert ermöglicht es, die Ausprägung bestimmter Eigenschaften eines Individuums in Relation zu einer Referenzgruppe, der sogenannten Normstichprobe, zu setzen, die eine repräsentative Abbildung der gesamten Grundgesamtheit darstellt. Diese Normstichprobe wird durch eine wissenschaftliche Untersuchung mit einer standardisierten Messmethode ermittelt, bei der eine ausreichend große Stichprobe der relevanten Grundgesamtheit erfasst wird.
Ein Forscher, der später eine Untersuchung durchführt, kann die gleiche Messmethode anwenden und das individuelle Ergebnis einer Person mit den zuvor ermittelten Normwerten vergleichen. So lässt sich die Ausprägung der Eigenschaften dieser Person im Kontext der gesamten Normstichprobe beurteilen. Dieser Vergleich ermöglicht es, festzustellen, ob die gemessenen Werte des Individuums im Bereich der Norm liegen oder ob sie sich signifikant davon unterscheiden.
Die Normstichprobe sollte so groß sein, dass sie tatsächlich die gesamte Grundgesamtheit adäquat widerspiegelt. Zudem ist es hilfreich, die Normstichprobe anhand bestimmter Merkmale zu kategorisieren, um genauere und aussagekräftigere Normwerte zu ermitteln. Dies könnte beispielsweise bedeuten, dass die Stichprobe nach Alter, Geschlecht oder weiteren relevanten Faktoren wie dem Bildungsstand unterteilt wird. Ein konkretes Beispiel für eine solche Einteilung könnte bei einem Intelligenztest eine Unterscheidung der Normstichprobe nach Altersgruppen und Geschlecht sein. Es wäre zudem möglich, die Stichprobe auch nach Bildungsstand zu differenzieren, um die Normwerte für verschiedene soziale und bildungstechnische Gruppen zu bestimmen.
Die Annahme einer kontinuierlichen Verteilung der untersuchten Eigenschaft innerhalb der Grundgesamtheit spielt dabei eine zentrale Rolle. Es wird davon ausgegangen, dass die Ausprägungen der Eigenschaft gleichmäßig verteilt sind, mit einem Durchschnittswert, der als Referenz dient, und mit Abweichungen, die sowohl in positiver als auch negativer Richtung auftreten. Der ursprünglich gemessene Wert einer Person wird als Rohwert bezeichnet, und dieser wird anschließend mit den Normwerten verglichen, um die Position des Individuums innerhalb der Verteilung festzustellen.
Auf diese Weise ermöglichen Normwerte eine systematische und objektive Beurteilung von individuellen Eigenschaften, da sie den Rohwert einer Person in einen breiteren Kontext stellen und einen Vergleich mit der Gesamtheit der Population sowie mit bestimmten Subgruppen erlauben.

## Normwertskalen
Normwertskalen sind standardisierte Messinstrumente, die dazu dienen, die Ergebnisse einer individuellen Messung mit den Ergebnissen einer Referenzpopulation zu vergleichen. Diese Skalen ermöglichen eine objektive Einordnung von Messergebnissen, indem sie Rohwerte in eine skalierte Form überführen, die es leichter macht, Ergebnisse zu interpretieren und zu vergleichen. Es existieren verschiedene Normwertskalen, die in ihrer Struktur und Funktionsweise ähnlich sind und oft direkt ineinander umgerechnet werden können. Jede dieser Skalen hat ihren spezifischen Zweck, abhängig davon, welche Art von Daten sie messen und wie sie die Position eines Individuums innerhalb der Normstichprobe darstellen.

### Z-Skala
Die z-Skala ist eine der einfacheren Normwertskalen und stellt eine standardisierte Methode dar, um Rohwerte zu normieren. Sie basiert auf der Berechnung der Standardabweichung und des Mittelwerts der Normstichprobe. Ein z-Wert gibt an, wie viele Standardabweichungen ein individueller Wert vom Mittelwert entfernt liegt. Ein z-Wert von {\displaystyle 0} bedeutet, dass der Wert genau dem Mittelwert entspricht. Ein z-Wert von {\displaystyle +1} zeigt an, dass der Wert eine Standardabweichung über dem Mittelwert liegt, während ein z-Wert von {\displaystyle -2} anzeigt, dass der Wert zwei Standardabweichungen unter dem Mittelwert liegt. Die z-Skala ist nützlich, um schnell die relative Position eines Werts in Bezug auf die Gesamtheit der Daten zu bestimmen.
Die z-Skala berechnet, wie viele Standardabweichungen ein Wert vom Mittelwert entfernt ist. Die Formel lautet:
{\displaystyle z={\frac {X-{\bar {X}}}{s}}}
- {\displaystyle X} ist der Rohwert des Individuums.

- {\displaystyle {\bar {X}}} ist der Mittelwert der Normstichprobe.
- {\displaystyle s} ist die Standardabweichung der Normstichprobe.

### IQ-Skala
Die bekannteste und am weitesten verbreitete Normwertskala ist die IQ-Skala (Intelligenzquotient). Sie wurde entwickelt, um die kognitiven Fähigkeiten von Individuen zu messen und ihre Ergebnisse im Vergleich zu einer breiten Population zu bewerten. Auf der IQ-Skala entspricht ein Wert von 100 dem Durchschnitt (Mittelwert) der Bevölkerung. Diese Skala folgt einer Normalverteilung, wobei die meisten Menschen Werte um den Mittelwert (100) haben und die Abweichungen zu höheren oder niedrigeren Werten immer seltener werden. Ein IQ von 130 oder höher liegt in der Regel im oberen Bereich der Skala, während ein IQ von 70 oder darunter als unterdurchschnittlich gilt. Die IQ-Skala ist weit verbreitet und wird in vielen psychologischen Tests und Untersuchungen verwendet, um die kognitive Leistungsfähigkeit zu messen.
Die IQ-Skala verwendet denselben Ansatz wie die z-Skala, jedoch mit einem spezifischen Mittelwert von 100 und einer Standardabweichung von 15. Die Formel lautet:
{\displaystyle IQ=100+\left({\frac {X-{\bar {X}}}{s}}\times 15\right)}
{\displaystyle IQ=100+(z\times 15)}
- {\displaystyle X} ist der Rohwert des Individuums.

- {\displaystyle {\bar {X}}} ist der Mittelwert der Normstichprobe.
- {\displaystyle s} ist die Standardabweichung der Normstichprobe.
- {\displaystyle 100} ist der Mittelwert und {\displaystyle 15} die Standardabweichung der IQ-Skala.

### T-Wert-Skala
Die T-Wert-Skala ist eine weitere standardisierte Normwertskala, die die z-Skala anpasst, sodass die Werte immer einen Mittelwert von 50 und eine Standardabweichung von 10 haben. Dies bedeutet, dass ein T-Wert von 50 den Durchschnittswert der Normstichprobe repräsentiert, und jeder Punkt, der 10 Einheiten über oder unter diesem Wert liegt, entspricht einer Standardabweichung. T-Werte sind besonders hilfreich, um psychologische Testergebnisse in einer Weise zu präsentieren, die leichter zu interpretieren ist, da die Skala keine negativen Werte enthält und die Ergebnisse klarer und verständlicher werden.
Die T-Wert-Skala standardisiert Rohwerte so, dass der Mittelwert 50 und die Standardabweichung 10 beträgt. Die Formel lautet:
{\displaystyle T=50+\left({\frac {X-{\bar {X}}}{s}}\times 10\right)}
{\displaystyle T=50+(z\times 10)}
- {\displaystyle X} ist der Rohwert des Individuums.

- {\displaystyle {\bar {X}}} ist der Mittelwert der Normstichprobe.
- {\displaystyle s} ist die Standardabweichung der Normstichprobe.
- {\displaystyle 50} ist der Mittelwert und {\displaystyle 10} die Standardabweichung der T-Wert-Skala.

### Stanine-Wert
Der Stanine-Wert ist eine weitere Möglichkeit, die Leistung eines Individuums in Bezug auf eine Normstichprobe zu bewerten. Stanine steht für „Standard Nine“ und teilt die gesamte Skala in neun Kategorien ein, die jeweils eine bestimmte Bandbreite von Rohwerten abdecken. Ein Stanine-Wert von 5 entspricht dem Durchschnitt, während die Werte 1 bis 4 unterdurchschnittliche Leistungen und die Werte 6 bis 9 überdurchschnittliche Leistungen anzeigen. Stanine-Werte sind besonders in der Schul- und Bildungsforschung verbreitet, um die Leistung von Schülern und Studenten zu klassifizieren.
Die Stanine-Wert-Skala unterteilt die Werte in neun Kategorien, wobei ein Wert von 5 dem Durchschnitt entspricht. Die genaue Berechnung ist komplexer und hängt von der spezifischen Verteilung ab. Eine grobe Berechnung des Stanine-Werts lässt sich jedoch auf Basis der z-Skala durchführen, wobei die z-Werte dann in die Kategorien 1 bis 9 eingeteilt werden. Eine vereinfachte Formel lautet:
{\displaystyle Stanine\approx 5+2\times z}
{\displaystyle {\text{Stanine}}={\text{Z-Kategorie basierend auf z-Wert}}}
- z-Wert < −1,75 → Stanine 1
- z-Wert von −1,75 bis −1,00 → Stanine 2
- z-Wert von −1,00 bis −0,75 → Stanine 3
- z-Wert von −0,75 bis −0,25 → Stanine 4
- z-Wert von −0,25 bis +0,25 → Stanine 5
- z-Wert von +0,25 bis +0,75 → Stanine 6
- z-Wert von +0,75 bis +1,00 → Stanine 7
- z-Wert von +1,00 bis +1,75 → Stanine 8
- z-Wert > +1,75 → Stanine 9

Stanine-Werte werden oft anhand einer vordefinierten Tabelle oder einer spezifischen Umrechnung vom z-Wert aus bestimmt.

### Standardwert-Skala (SW-Skala)
Die Standardwert-Skala (SW-Skala) ist eine weit verbreitete Normwertskala, die ebenfalls eine standardisierte Methode zur Einordnung von Rohwerten bietet. Sie basiert auf einem Mittelwert von 100 und einer Standardabweichung von 15. Ein Standardwert von 100 stellt den Durchschnittswert der Normstichprobe dar, wobei die Werte um diesen Mittelwert verteilt sind. Jeder Punkt auf der Skala repräsentiert eine bestimmte Anzahl von Standardabweichungen vom Mittelwert, was eine präzise Einordnung der Ergebnisse ermöglicht. Ein Standardwert von 115 liegt beispielsweise eine Standardabweichung über dem Mittelwert, während ein Wert von 85 eine Standardabweichung darunter anzeigt. Die SW-Skala wird häufig verwendet, um Testergebnisse in Bereichen wie Intelligenz oder psychologische Leistungsfähigkeit zu standardisieren und zu vergleichen.
Die Standardwert-Skala verwendet eine Standardabweichung von 15 und einen Mittelwert von 100. Die Berechnungsformel lautet:
{\displaystyle SW=100+\left({\frac {X-{\bar {X}}}{s}}\times 15\right)}
{\displaystyle SW=100+(z\times 15)}
- {\displaystyle X} ist der Rohwert des Individuums.

- {\displaystyle {\bar {X}}} ist der Mittelwert der Normstichprobe.
- {\displaystyle s} ist die Standardabweichung der Normstichprobe.
- {\displaystyle 100} ist der Mittelwert und {\displaystyle 15} die Standardabweichung der SW-Skala.

### Prozentrang (PR)
Der Prozentrang (PR) unterscheidet sich von den anderen Normwertskalen, da er nicht auf eine standardisierte Punktzahl basiert, sondern angibt, welcher Prozentsatz der Normstichprobe eine gleich hohe oder kleinere Eigenschaftsausprägung erzielt hat. Ein Prozentrang von 50 bedeutet, dass die Leistung des Individuums genau im Durchschnitt liegt, während ein PR von 10 darauf hinweist, dass nur 10 % der Normstichprobe eine gleich hohe oder kleinere Leistung gezeigt haben. Prozentränge sind besonders nützlich, um die relative Leistung eines Individuums im Vergleich zur gesamten Population zu bewerten, da sie die Position innerhalb einer Verteilung in leicht verständlicher Weise darstellen.
Der Prozentrang gibt an, wie viel Prozent der Normstichprobe einen gleich hohen oder niedrigeren Wert erzielt haben. Die genaue Berechnung basiert auf der kumulierten Verteilung der Werte. Eine allgemeine Formel für den Prozentrang lautet:
{\displaystyle PR={\frac {{\text{Anzahl der Werte kleiner oder gleich }}X}{\text{Gesamtzahl der Werte}}}\times 100}
{\displaystyle PR=\Phi (z)\times 100}
- {\displaystyle X} ist der Rohwert des Individuums.
- Der Prozentrang ist der Prozentsatz der Normstichprobe, dessen Werte gleich oder kleiner sind als {\displaystyle X}.
- {\displaystyle \Phi (z)} die kumulierte Normalverteilungsfunktion für den z-Wert ist.

## Normwerte als Grenzwerte in der Medizin
In der Medizin dienen Normwerte häufig als Grenzwerte, um zu beurteilen, ob ein Wert möglicherweise auf eine pathologische Abweichung hinweist. Die Ermittlung der Normwerte erfolgt auf dieselbe Weise wie in der Psychologie: Eine ausreichend große Stichprobe der relevanten Grundgesamtheit wird untersucht. Bei der Bestimmung von Normwertgrenzen werden üblicherweise die Werte herangezogen, die die niedrigsten 2,5 % (Prozentrang 2,5 oder niedriger) und die höchsten 2,5 % (Prozentrang 97,5 oder höher) der gesunden Personen erreichen. Diese Grenzwerte helfen dabei, Werte zu identifizieren, die außerhalb der „normalen“ Verteilung liegen.
Es ist jedoch wichtig zu betonen, dass ein Wert, der außerhalb der Norm liegt, nicht zwangsläufig pathologisch sein muss. Es kann sich auch um einen besonders hohen Wert oder eine Normvariante handeln, die keine gesundheitlichen Bedenken aufwirft. In der Kinder- und Jugendmedizin wird für einige Bereiche ein breiterer Entwicklungsbereich betrachtet, wobei die Grenzen oft bei den Prozenträngen 10 und 90 liegen. Diese Werte dienen dazu, zu überprüfen, ob ein Kind sich innerhalb eines normalen Entwicklungskorridors befindet.